# Hannah Ocuish
Hannah Ocuish (née en mars 1774) est une jeune fille exécutée par pendaison à l'âge de douze ans et neuf mois, le 20 décembre 1786 à New London (Connecticut). Apparemment mentalement retardée, cette jeune Amérindienne Pequot est accusée d'avoir tuée la fille d'une influente famille Blanche après une dispute sur des fraises. La principale preuve contre elle est sa confession faite aux enquêteurs. Pendant son exécution, elle démontre une grande peur mais reste polie, remerciant le shérif pour sa gentillesse.
Plusieurs sites web déclarent, à tort, que son nom est Omish et qu'elle est morte en 1876.[réf. souhaitée]

## Sources
- (en) Cet article est partiellement ou en totalité issu de l’article de Wikipédia en anglais intitulé « Hannah Ocuish » (voir la liste des auteurs).